# Губенко Віталій Анатолійович
Віталій Анатолійович Губенко (нар. 19 лютого 1965; Софіївська Борщагівка, Київська область — пом. 25 січня 2019; Катеринівка, Луганська область) — прапорщик  Збройних сил України, учасник російсько-української війни.

## Життєпис
Народився 16 лютого 1965 року. Мешкав у селі Софіївська Борщагівка під Києвом.
Прапорщик, стрілець 25-го окремого мотопіхотного батальйону «Київська Русь».
Свого часу він закінчив духовну семінарію, богословські курси в Києві, за що на фронті отримав позивний “Батюшка”.
У своєму підрозділі, де Віталій Анатолійович служив за контрактом, він виконував обов’язки капелана, хоча офіційно таку посаду не обіймав.
Загинув 25 січня, в районі села Катеринівка Попаснянського району Луганської області в результаті обстрілу військового автомобіля з ПТРК.
Похований 28 січня в селі Софіївська Борщагівка.

## Вшанування пам'яті
Вшановується в меморіальному комплексі «Зала пам'яті», в щоденному ранковому церемоніалі 25 січня.